# Knut Emil Lundmark
Knut Emil Lundmark (Älvsbyn, 14. lipnja 1889. – Lund, 23. travnja 1958.),  švedski astronom, profesor astronomije i voditelj opservatorija Sveučilišta Lund 1929. – 1955.
Lundmark je stekao astronomsko obrazovanje na opsertvatoriju Sveučilišta Uppsala. Dizertacija (1920.) mu je bila: Veze kuglastih skupova i spiralnih maglica sa zvjezdanim sustavima. Godine 1920. radio je na nekoliko opservatorija u SAD-u, uglavnom na Opservatoriju Lick i Opservatoriju Mount Wilson.
Lundmark je bio jedan od pionira suvremenih istraživanja galaktika i njihovih udaljenosti. Jedan je od prvih koji su 
naslutili da su galaktike daleki zvjezdani sustavi na golemim udaljenostima i da to nisu objekti iz naše galaksije, Mliječnog puta. Godine 1919. odredio je da udaljenost do M31 – Andromedine maglice iznosi 650.000 svjetlosnih godina (što je približno jedna četvrtina od danas prihvaćene vrijednosti), koristeći se magnitudama novih zvijezda otkrivenih u M31 koje je usporedio s novim zvijezdama u našoj blizini, čije su udaljenosti bile poznate. Lundmarkovi su radovi kasnije imali utjecaja u čuvenoj Velikoj debati.
Lundmark je također proučavao raspodjelu svjetla što ga odašilju galaktike i otkrio je da se ta distribucija može dobro protumačiti jedino ako galaktike sadrže goleme količine tamnih oblaka koji ometaju širenje svjetlosti.
Nakon 1930-ih, bio je vodeći pisac među profesionalnim švedskim astronomima na području popularne astronomije. Često se pojavljivao na švedskom državnom radiju vodeći programe s temama popularne astronomije i povijesti znanosti. Mnoge naraštaje Šveđana uspio je zaraziti zanimanjem za astronomiju.
Po njemu je nazvan krater Lundmark na Mjesecu, a Wolf-Lundmark-Melotte galaksija po njemu, Maxu Wolfu i Philibertu Jacquesu Meloteu.

## Poveznice
- Klasificiranje galaksija#Lundmarkova klasifikacija

## Vanjske poveznice
- - Fotografija: Knut Lundmark na Opservatoriju Lund 1937. godine
- - Povijest Opservatorija Uppsala - Astronomy in Sweden 1860-1940
- - Veza između crvenog pomaka galaktika i njihove udaljenosti